# Roger Kitter
Roger Kitter (Southsea, 20 oktober 1949 – Londen, 3 januari 2015) was een Brits acteur en komiek. Hij is het meest bekend door zijn rol van Captain Bertorelli in het zevende seizoen van de comedy-serie 'Allo 'Allo!.
In 1982 bracht Kitter onder de naam The Brat een single uit waarin hij de Amerikaanse tennisser John McEnroe op de hak nam in het nummer Chalk Dust (The Umpire Strikes Back). In dit nummer imiteert Kitter McEnroe die scheldt en tiert op een scheidsrechter (umpire) die een bal uit gaf waarvan McEnroe zeker weet dat hij de lijn raakte ("The ball's in, everyone can see that the ball's in! Chalk dust!"). Nadat de scheidsrechter hem er op wees dat als het hem hier niet bevalt hij hier niet moet komen bleef McEnroe maar tieren en eiste een andere scheidsrechter. Op het laatst klimt hij in de scheidsrechtersstoel maar deze verwijst hem nadrukkelijk met zijn vinger weer naar beneden. Nadat hij stampvoetend weer op de grond staat en zegt dat hij zijn vader wil zien zegt de scheidsrechter tegen hem: "I am sick of you, the umpire strikes back" en schiet hem neer. Liggend op de grond scheldt hij weer op de scheidsrechter die nogmaals schiet maar McEnroe beweert uiteindelijk in zich zelf te praten. Het nummer behaalde de derde plaats in de Nederlandse Top 40.
Hij had een gastrolletje in onder meer: The New Statesman en "Goodnight Sweetheart" en speelde Tony in Suzie Gold (2004).
Kitter was een vrijmetselaar. Kitter en zijn vrouw actrice Karan David hadden samen een dochter. Hij overleed in 2015 op 65-jarige leeftijd.